# Yasmani Martínez
Yasmani Martínez Regalado (* 21. April 1987) ist ein kubanischer Radrennfahrer.
Yasmani Martínez gewann 2006 die Gesamtwertung der Vuelta a Cienfuegos. In der Saison 2008 wurde er Dritter beim Einzelzeitfahren der kubanischen Meisterschaft und er gewann eine Etappe bei der Vuelta a Costa Rica. 2010 war Martínez erneut bei einem Teilstück der Vuelta a Costa Rica erfolgreich. Ebenso wurde er Achter in der Gesamtwertung der Vuelta a Cuba.

## Erfolge
2008
- eine Etappe Vuelta a Costa Rica

2010
- eine Etappe Vuelta a Costa Rica